# Bahía de Gelendzhik

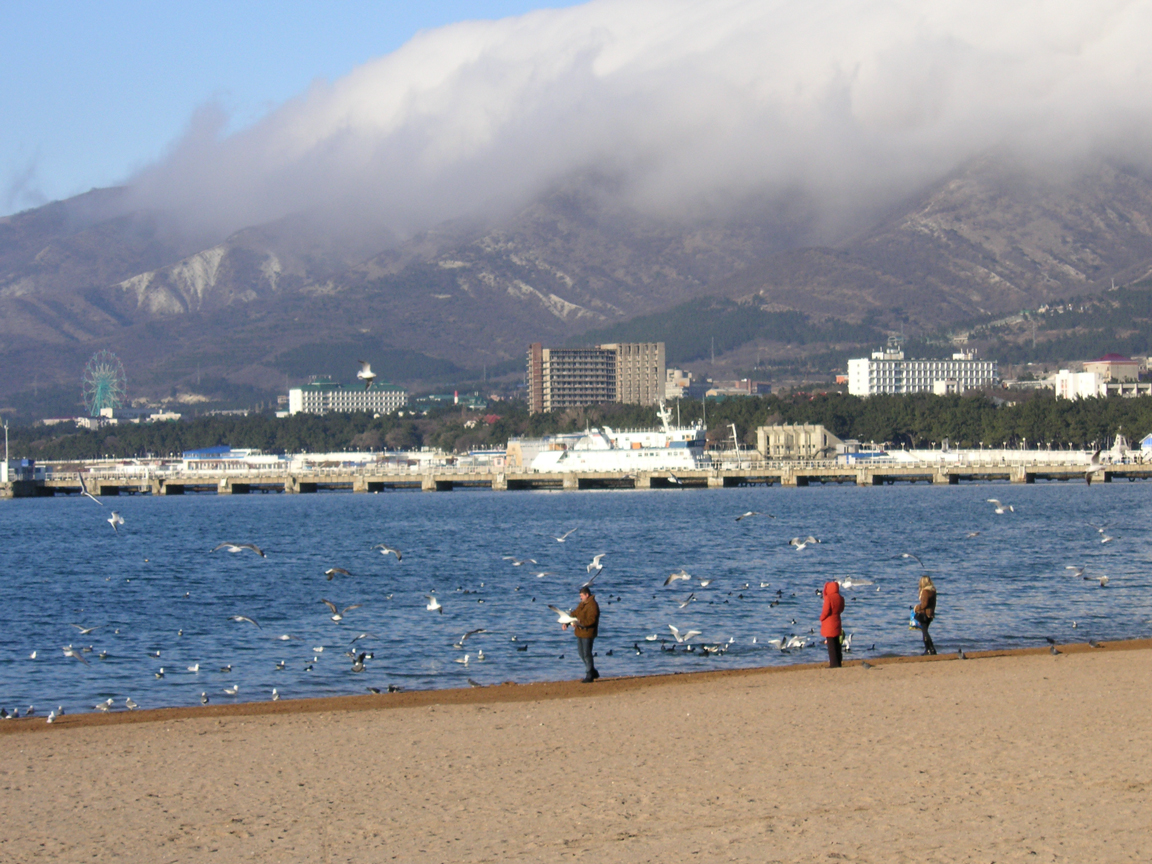
Cordillera de Markotj y bahía de Gelendzhik.

La bahía de Gelendzhik (del ruso: Геленджикская бухта) es una bahía que se abre hacia el sur desde la costa nororiental del mar Negro, junto a la ciudad de Gelendzhik. Pertenece administrativamente al ókrug urbano de Gelendzhik del krai de Krasnodar de Rusia. 
Entra en el continente 4 km, desde la orilla de los cabos Tonki, al oeste y Tolsti, al este. Tiene una forma ovalada, encerrada prácticamente por los antedichos cabos, separados entre sí 1.8 km. Esta abertura forma la entrada a la bahía. La bahía tiene una anchura de 3 km y una profundidad máxima de 11 m. En ella desembocan multitud de arroyos que descienden desde la próxima cordillera de Markotj. Toda la costa de la bahía, que mide 12 km, pertenece a la ciudad de Gelendzhik. Dos tercios de esta costa están cubiertos por playas, naturales o artificiales (la playa de Gelendzhik fue creada en 1971 con arenas del fondo de la bahía), lo que hace que sea un centro turístico de importancia. La temperatura del agua es más caliente que en alta mar, y sus aguas generan poco oleaje. 